# Cantone di Mont-de-Marsan-Sud
Il Cantone di Mont-de-Marsan-Sud era una divisione amministrativa dell'arrondissement di Mont-de-Marsan.
È stato soppresso a seguito della riforma complessiva dei cantoni del 2014, che è entrata in vigore con le elezioni dipartimentali del 2015.
Comprendeva parte della città di Mont-de-Marsan e i comuni di
- Benquet
- Bougue
- Bretagne-de-Marsan
- Campagne
- Haut-Mauco
- Laglorieuse
- Mazerolles
- Saint-Perdon
- Saint-Pierre-du-Mont